# Lanthanomelissa magaliae
Lanthanomelissa magaliae är en biart som beskrevs av Urban 1996. Lanthanomelissa magaliae ingår i släktet Lanthanomelissa och familjen långtungebin. Inga underarter finns listade i Catalogue of Life.